# 東方会
東方会（とうほうかい、旧字体：東方會）は、1936年（昭和11年）5月25日に国民同盟を脱党した中野正剛と東則正によって結成された日本のファシスト団体、国家主義政党である。九州を地盤とし、西日本の農村部に勢力を持った。昭和17年7月に東方同志会に改組。

## 沿革

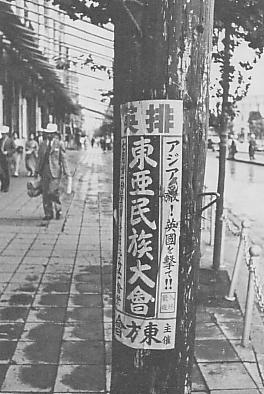
東方会の反英ポスター

協力内閣運動の失敗により立憲民政党を離党した中野正剛は、国民同盟の結成を主導した。しかし、思想的には国民同盟内をリードしていた中野派も、現役代議士である国民同盟の性質上、他派との意見の相違が少なからず存在しており、行動の自由を得ようと別組織を新たに設けることとした。1933年（昭和8年）10月、研究組織としての東方会が創設され、稲村隆一、戸叶武、風見章、木村武雄、杉浦武雄、石原莞爾、影佐禎昭らがいたという。
国民同盟の分裂が進む中で中野も1935年（昭和10年）に脱退、以降中野派の人々が相次いで脱退して政治団体がつくられていった。
1936年（昭和11年）政事結社の届出を行い、正式に政党として成立したが、綱領や規約、役員が決定されるのは翌年5月になってからだった。結成直後から軍官僚と翼政会首脳は東方会を警戒した。
中野派は大衆組織への志向をもっていたことから、広汎に大衆に働きかけを行っていった。中野は幅広い党派での合同運動の構想をもっており、特に国民同盟や社会大衆党とは1939年（昭和14年）には具体的な協議に入っていたが、国民同盟総裁の安達謙蔵は党内に反対者が続出しているとして2月8日に不参加を回答した。残る社会大衆党との合同協議は進み、同党は2月9日の常任中央執行委員会で東方会との合同実現を基本方針とすることを承認した。そして新党の結党大会の日程決定まで至ったが、社会大衆党内で旧日労系（旧日本労農党系）が主導して議論が進行していたことから、社民系（旧社会民衆党系）が人事問題で反発し、さらに同党の安部磯雄が不参加を表明したことで合同構想の破綻は決定的となった。
1940年（昭和15年）に新体制運動が起こると東亜建設国民連盟に参加して新体制運動を推進していった。1940年（昭和15年）に新体制運動への合流のために文化団体への改組が東方会で内定していたが開催された臨時全国大会において正式に解党と思想団体の改組が決定した（1939年10月に政治結社東方会を解散し、思想団体振東社として再結成）。なお、この間に中野は大政翼賛会常任総務に就任した。
しかし、近衛文麿が翼賛会は「政事上の結社ではない」と明言したことに対し、不満をもった中野は1941年（昭和16年）に常任総務を辞任し、翼賛会を脱退、政事結社としての東方会を再興した。その後、1942年（昭和17年）に東条英機内閣下で執行された第21回衆議院議員総選挙（翼賛選挙）では翼賛政治体制協議会からの推薦を拒否して独自候補を擁立した。反官的、反政府的選挙運動を展開し、当選者は立候補者47名中6名に留まり、議席数を後退させた。選挙後の翼賛会加入議員は449人に達し、加入していない議員は東方会の6人を含め11人に減少した。中野ら4人（ほかは中村又七郎、本領信治郎、三田村武夫）は議会における実質的な発言権の確保から翼賛政治会に参加し、再び東方会を解消して、思想結社へと再改組を行った。
その後、中野は翼賛政治会を脱退して次第に反東条姿勢を強め、最終的に反東条工作を画策していくことになる（堀幸雄は翼賛会離脱の原因として、大政翼賛会内での日本主義派との主導権争いを挙げる。）。これを受けて1943年（昭和18年）10月に中野正剛以下3名、同志会員が一斉検挙された（中野正剛事件）。中野は釈放されたものの、間もなく割腹自殺した。これによって、東方会は解散する。

## 綱領
1. 正義国際の建設により国民生活の活路を開拓すべし。
2. 国際非常時の克服に傾注し全国民均等の努力と犠牲とに愬ふべし。
3. 政治によりて広義国防を担任し、軍部をして安んじて狭義国防に専念せしむべし。
4. 生産力の急速なる拡大強化を目標として統制経済の動向を是正すべし。
5. 全体主義に則り、階級的特権と階級闘争とを排除すべし。
6. 農民、労働者、中小商工業者、俸給勤務者の生活を保障し、国家活力の源泉を涵養すべし。[7]

## 思想的位置
堀幸雄によれば、東方会はアドルフ・ヒトラーの『我が闘争』を研究するなど「最もナチズムに近い右翼」であった。ピエール・ラヴェルによれば、代表の中野が「ヨーロッパのファシズムをはっきりと支持」していた東方会は、「あまり留保をつけなくてもファシストと呼ぶことができる唯一のウルトラナショナリストの組織」である。吉本隆明によれば、「自ら誇示して日本で最初で唯一のファシスト政党」。